# Brånsjön (Hörnefors socken, Västerbotten)
Brånsjön är en sjö i Umeå kommun i Västerbotten och ingår i Umeälven-Hörnåns kustområde. Sjön har en area på 0,0823 kvadratkilometer och ligger 27 meter över havet.

## Delavrinningsområde
Brånsjön ingår i det delavrinningsområde (707087-171306) som SMHI kallar för Mynnar i havet. Medelhöjden är 40 meter över havet och ytan är 20,41 kvadratkilometer. Räknas de 12 avrinningsområdena uppströms in blir den ackumulerade arean 78,06 kvadratkilometer. Avrinningsområdets utflöde Norrmjöleån mynnar i havet. Avrinningsområdet består mestadels av skog (66 procent) och sankmarker (23 procent). Avrinningsområdet har 0,08 kvadratkilometer vattenytor vilket ger det en sjöprocent på 0,4 procent. Bebyggelsen i området täcker en yta av 0,8 kvadratkilometer eller 4 procent av avrinningsområdet.